# Petr Fiala (politiker)
 For alternative betydninger, se Petr Fiala. (Se også artikler, som begynder med Petr Fiala)
Petr Fiala (født 1. september 1964) er en tjekkisk politiker og politolog, der har været premierminister i Tjekkiet siden november 2021 og leder af det konservative parti Borgerdemokraterne (ODS) siden 2014. Han var tidligere minister for undervisning, ungdom og sport fra 2012 til 2013. Før han gik ind i politik, var han rektor for Masaryk Universitet.
Fiala blev først valgt ind i Deputeretkammeret i Tjekkiets parlament uden for partierne ved valget i 2013. Han vandt en afstemning om at blive Borgerdemokraternes leder i 2014 og lovede at reformere partiet og genvinde offentlighedens tillid efter en korruptionsskandale, der involverede partiets tidligere premierminister Petr Nečas. Fialas parti endte på en andenplads langt efter Andrej Babiš' ANO 2011 ved parlamentsvalget i 2017 og forblev i opposition trods flere tilbud fra Andrej Babiš om at deltage i hans regeringskoalition.
I 2020 tog Fiala initiativ til en centrum-højre valgalliance med KDU-ČSL og TOP 09, kendt som Spolu. Han blev alliancens kandidat til premierministerposten ved det tjekkiske parlamentsvalg i 2021, idet han stillede op på en pro-vestlig og pro-europæisk center-højre platform, fokuseret på finanspolitisk ansvarlighed og tættere forbindelser med Nato. Alliancen klarede sig bedre end de indledende meningsmålinger forudsagde og fik flest stemmer ved valget, dog med en plads mindre i Deputeretkammeret end ANO 2011 med næstflest stemmer.
Under Fialas ledelse dannede Spolu en koalitionsaftale med valgalliancen Pirater og Borgmestre med et flertal på 108 ud af 200 pladser. Han blev udnævnt til premierminister af præsident Miloš Zeman 28. november 2021 og Petr Fialas regering overtog magten 17. december 2021, hvilket gjorde ham til den tredjeældste person til at beklæde embedet, såvel som den første med en statsvidenskabelig baggrund og den første fra Brno.
Fiala tiltrådte og lovede at reformere og stabilisere den voksende statsgæld; han blev dog tvunget til at reagere på den russiske invasion af Ukraine, yde bistand til Ukraine under den russisk-ukrainske krig og åbne Tjekkiets grænser for det højeste antal ukrainske flygtninge pr. indbygger i den efterfølgende ukrainske flygtningekrise. Fiala indførte sanktioner mod Rusland for invasionen af Ukraine og pressede på for at blokere russiske borgere i at rejse til EU. Hans administration kæmpede også med stigende inflation, bekymringer om økonomien og den igangværende globale energikrise. I 2022 havde Den Tjekkiske Republik formandskabet for Rådet for Den Europæiske Union.

## Opvækst og erhverv
Petr Fiala blev født i Brno i en konservativ katolsk familie. Hans far, som til dels var af jødisk oprindelse, var en overlevende fra Holocaust. Fiala studerede historie og tjekkisk sprog ved det litteraturvidenskabelige fakultet ved Masaryk Universitet mellem 1983 og 1988, og efter sin eksamen arbejdede han som historiker på et lokalt museum i Kroměříž.
I 1996 blev han docent ved Karlsuniversitetet i Prag, og i 2002 blev han udnævnt til den første professor i statskundskab i Den Tjekkiske Republik. I 2004 blev han dekan for Det Samfundsvidenskabelige Fakultet ved Masaryk Universitet, og blev samme år valgt som rektor for universitetet idet han besejrede Jan Wechsler i tredje valgrunde. Fiala blev genvalgt i 2008 og forblev i stillingen indtil 2011. Mens Fiala var rektor, øgede Masaryk Universitet antallet af studerende til omkring 45.000 og blev det tjekkiske universitet med flest ansøgninger. Han introducerede et landsdækkende system til at opdage akademisk plagiat. I løbet af denne periode byggede Masaryk Universitet et nyt campus til 220 millioner euro til biomedicin, åbnede en forskningsstation i Antarktis og etablerede Det Centraleuropæiske Teknologiske Institut (CEITEC) ved at bruge 5,3 milliarder CZK fra de europæiske struktur- og investeringsfonde. CEITEC åbnede i 2011.

## Politisk karriere

### Aktivisme
I 1980'erne var Fiala involveret i uafhængig borgeraktivisme. Mellem 1984 og 1989 deltog han i det såkaldte undergrundsuniversitet, hvor han var vært for seminarer i Brno med fokus på politisk filosofi. Han var involveret i uofficielle kristne aktiviteter, især i kredsen omkring den hemmeligt indviede biskop Stanislav Krátký. Sammen med andre Brno-studerende grundlagde han samizdat-universitetsmagasinet Revue 88, som blev udgivet 1988-1989.
Efter november 1989 fortsatte han sin udgivelses- og borgeraktivisme som redaktør for magasiner som Proglas, Revue Politika og Kontexty. I 1993 grundlagde han den borgerlig tænketank Center for Studier af Demokrati og Kultur (CDK). Fiala blev kritiseret for sine aktiviteter under valgkampen i 2021, fordi centret fik statsstøtte.

### Politik
I september 2011 blev Fiala premierminister Petr Nečas' videnskabelige chefrådgiver, og den 2. maj 2012 blev han udnævnt til minister for undervisning, ungdom og sport i Nečas' regering. Han forblev på posten indtil Nečas gik af i 2013.
Ved parlamentsvalget i 2013 blev Fiala valgt uden for partierne til Deputeretkammeret i Tjekkiets parlament. Borgerdemokraterne (ODS) fik et stort valgnederlag ved valget, og Fiala meldte sig ind i partiet i november 2013. I 2014 annoncerede Fiala sit kandidatur til leder af ODS, og den 18. januar 2014 blev han valgt som partiets fjerde leder. Han blev genvalgt som partileder i 2016.
Fiala ledte ODS ved parlamentsvalget i 2017, hvor partiet endte på andenpladsen med 11 % af stemmerne. Fiala nægtede at forhandle med ANO 2011 om at blive medlem af den nye regering, og ODS forblev i opposition. Fiala blev genvalgt som leder af ODS i 2018. Den 28. november 2017 blev Fiala valgt til næstformand for Deputeretkammeret med 116 af 183 stemmer.
Med Fiala som leder opnåede ODS fremgang ved kommunalvalget i 2018 og vandt Senatsvalget samme år. Fiala blev igen genvalgt som leder af ODS i 2020.
ODS gik også frem ved regionsvalget i 2020. Fiala begyndte derefter at forhandle med KDU-ČSL og TOP 09 om at danne en valgalliance til parlamentsvalget i 2021. ODS, KDU-ČSL og TOP 09 nåede til enighed om at danne en alliance kaldet SPOLU ("Sammen"), og Fiala blev alliancens kandidat til posten som premierminister.
Forud for valget tydede meningsmålinger på, at ANO 2011 ville vinde, men ved valget fik Spolu det højeste stemmetal, og oppositionspartierne fik flertal i Deputeretkammeret. Oppositionspartierne underskrev et memorandum, hvor de blev enige om at nominere Fiala til stillingen som premierminister. Den 8. november underskrev fem tjekkiske partier, lige det liberal-konservative Borgerdemokraterne til det centrum-venstre liberale Piratparti, en aftale om at danne en ny centrum-højre koalitionsregering og lovede at reducere budgetunderskuddet. Den 9. november bad præsident Miloš Zeman formelt Fiala om at danne en ny regering. Den 17. november 2021 præsenterede Fiala sit forslag til regering for Zeman, som den 26. november 2021 indvilligede i at udnævne Fiala til ny premierminister. I november 2021 bekræftede Fiala, at han ville fortsætte med Spolu-koalitionen ved valget til Senatet og kommunalvalget i 2022.

### Premierminister
Petr Fiala blev udnævnt premierminister af præsident Miloš Zeman den 28. november 2021. Efter udnævnelsen sagde Fiala, at han troede, at hans regering ville bringe forandring og forbedre livet for mennesker i Tjekkiet, men at det næste år ville blive svært for mange borgere og for Tjekkiet selv. Udnævnelse trådte i kraft, da hans regering blev taget i ed 17. december 2021. Fialas regering vandt en tillidsafstemning i Deputeretkammeret 13. januar 2022 med 106 stemmer mod 86.
Under den russiske invasion af Ukraine i 2022 indtog Petr Fiala og hans regering en hård holdning til Rusland og pressede på for de hårdeste sanktioner mod Rusland og støttede Ukraines optagelse i EU. Efter invasionen begyndte Tjekkiet straks at levere våben og humanitær hjælp til Ukraine. Den 15. marts 2022 besøgte Fiala sammen med den polske premierminister Mateusz Morawiecki og den slovenske premierminister Janez Janša Kyiv for at mødes med den ukrainske præsident Volodymyr Zelenskyj og vise støtte til Ukraine. Togrejsen, beskrevet af medierne som en "risikofyldt mission", såvel som et "ekstraordinært forsøg på at demonstrere støtte", var det første besøg af udenlandske ledere i Kiev siden den russiske invasion begyndte, og blev hyldet af præsident Zelenskyj som et "stort, modigt, korrekt og oprigtigt skridt" efter mødet.
I juli 2022 accepterede han officielt formandskabet for Rådet for Den Europæiske Union på vegne af Den Tjekkiske Republik. Han holdt en tale i Europa-Parlamentet, hvor han opfordrede til forsvar af europæiske værdier, fortsat støtte til Ukraine og inddragelse af atomenergi som en vedvarende resurse. Formandskabet for Rådet under Fiala blev anset for at have "opnået historiske resultater", som udtalt af første næstformand for Europa-Kommissionen Frans Timmermans. Den 6. oktober 2022 ledte Fiala det første topmøde for Det Europæiske Politiske Fællesskab (EPC) i Prag. 

## Privatliv
Petr Fiala er gift med biologen Jana Fialová, som han mødte som studerende under fløjlsrevolutionen. De har tre børn. Fiala er romersk-katolik og blev døbt i 1986. Han spillede fodbold indtil han var 40 år og kan også lide tennis, skydning, skiløb, svømning, jazzmusik og James Bond-film.